# Человек-оркестр (живопись)
Человек-Оркестр — серия живописных произведений, созданных российским художником Александром Токаревым. Начатая в 1987 году, сегодня эта серия насчитывает около 400 живописных, графических и скульптурных произведений, выполненных в разной технике.
Многие художники с давних времён стремились переложить музыку на язык живописи — от простого изображения исполнителя с инструментом до попыток выразить её звучание через живописные абстракции, передать музыку непосредственно цветом и ритмом (П. П. Кончаловский, 1876—1956; А. Матисс, 1869—1954; П. Пикассо, 1881—1973 и др.). В серии «Человек-Оркестр» эти два подхода соединены и синтезированы. Созданный художником образ стал alter ego Автора, символом творчества, требующего от художника универсальности, метафорой многозначности в постмодернистском и современном искусстве.
Из статьи А. Успенского, куратора проектов Отдела новейших течений Русского музея (опубликовано: Александр Токарев. Человек-Оркестр. — СПб.: Русский музей, 2008. — С. 446. Архивировано 2 августа 2009 года.):

«О живописи Токарева часто пишут по методу аналогий, в основном музыкальных, реже филологических. Художник повел критиков на поводу своей метафоры — назвался оркестром, рисуешь музыкантов с инструментами — получай симметричный ответ. Такой ход вполне правомочен, он выстроен на неотъемлемых сюжетно-стилизующих основаниях. Нет смысла оспаривать его очевидность, но незачем его и развивать, бдительно транскрибируя изображение в слово, ведь автор подтверждает: не так ему дорог сам оркестр, как музыка, которую он исполняет».

Построенные в рамках одной композиционной схемы — букета из человеческих лиц-масок, рук и ног, музыкальных инструментов, женских фигур, птиц — живописные полотна из серии «Человек-Оркестр» напоминают букеты цветов. Каждый решен в своей цветоритмической гамме, выражая определенную музыкальную тему. Темы музыкальных вариаций формируются по-разному: иногда решение задает определенным образом окрашенный фон, иногда — любимое музыкальное произведение, иногда — ирония по поводу популярной мелодии. Работу художника над этой серией можно сравнить с бесконечной джазовой импровизацией.
Картины серии «Человек-Оркестр» на протяжении 15 лет экспонировались в стенах Государственного института искусствознания Министерства культуры РФ. В 2008—2009 годах выставки под названием «Человек-Оркестр» прошли в Государственной Третьяковской галерее и Русском музее, издана одноименная монография, посвященная творчеству художника. Произведения из серии «Человек-Оркестр» находятся в крупнейших частных и государственных коллекциях в России и за рубежом.